# 山梨県立日川高等学校
山梨県立日川高等学校（やまなしけんりつ ひかわこうとうがっこう）は、山梨県山梨市に所在する公立の高等学校。普通科（単位制）が設置されている。

## 概要
教育方針は「質実剛毅」である。初代校長中川太郎が札幌農学校時代の教師であるクラーク博士から学んだ「To Cultivate Your Own Mind」の精神のもと、 文武両道を教育方針とする。1999年度より、単位制を採用している。文化祭は「紫風祭」という。
創立123年（2024年現在）の伝統校であり、卒業生が三万人以上おり数多くの著名人を輩出している。
また、2012年度より文部科学省のSSH指定校となっている。

## 沿革
- 1901年4月1日 - 「山梨県第二中学校」として開校。
- 1901年4月22日 - 開校式を山梨県会議事堂において挙行（創立記念日)、「山梨県立第二中学校」と改称。
- 1902年11月17日 - 旧東山梨郡日川村一町田中(現山梨市一町田中)1062番地に校舎を新築移転。
- 1906年4月22日 - 「山梨県立日川中学校」に改称。
- 1916年4月22日 - 校歌制定。(「天地の正気」作詞：大須賀乙字、作曲：岡野貞一)
- 1948年4月1日 - 学制改革に伴い、「山梨県立日川高等学校」と改称。
- 1950年4月1日 - 男女共学制を実施。
- 1978年4月1日 - 体育科を設置。
- 1989年4月1日 - 東山梨学区総合選抜学力検査実施に伴う新入生入学。
- 1991年4月20日 - 創立90周年記念式典挙行。
- 1997年4月1日 - 普通科に理数コース設置。
- 1999年4月 - 体育科新規募集を停止し、この年の入学生から全日制普通科単位制高校に改編。
- 2001年4月22日 - 創立100周年記念式典挙行。
- 2007年4月1日 - 全県一学区制導入。
- 2011年4月23日 - 創立110周年記念式典挙行。
- 2012年4月1日 - 文部科学省よりスーパーサイエンスハイスクール(SSH)の指定を受ける。
- 2017年4月1日 - 文部科学省よりスーパーサイエンスハイスクール(SSH)の第二期指定を受ける。

## 特色
- 毎週月曜日は原則部活動を禁止とし、放課後1時間の自習時間を設けている。
- 毎週土曜日の午前中にも自習の時間を設けている。その際にわからない問題などは、担当の教員やOB・OGの大学生ボランティアに質問することが可能。
- 山梨県の高校では数を減らしている学生食堂が営業しており、良心的な価格で提供される。

## 学校行事
伝統的な行事が時代の波に飲み込まれていく中で、今日に引き継がれている。主な例としては、4月に新入生オリエンテーション（応援練習）や9月末の強歩大会がある。前者は、日川高生としての自覚を持つために放課後体育館で行われ、応援の型を覚え、3月中に校歌や応援歌など計6曲収録さた冊子とCDで覚え、それを大声で歌う練習を、応援団と応援委員会のもとで行われる。後者は、国道411号に沿って男子と女子でゴールは同じだが距離が異なり、男子は夜に校庭を出発し、東京都の奥多摩湖までの約60km、女子は男子が出発した翌日朝に柳沢峠から奥多摩湖までの約33kmで実施する。コース内には検印所があり、制限時間までに通過しないと失格となる。

## 設備
日川高校の主な設備は以下の通りである。
- 校舎 - 2004年竣工
- 校庭
- 第二グラウンド - 野球部専用
- 体育館 - 一階に卓球場、ウエイトリフティング場、体操場、二階はバスケットゴール、ステージ等を備える
- トレーニングセンター - いわゆる第二体育館
- トレーニングホール - 剣道場、吹奏楽練習場を備える
- トレーニング場
- 相撲場
- 格技場
- 弓道場
- 屋外プール
- テニスコート
- 同窓会館 - 学生食堂、茶室、会議室を備える

## 国際交流
イギリスのKatharine Lady Berkeley's Schoolと1997年度より交流を始め、1998年度に姉妹校提携し、10月にはイギリスから留学生が来日、3月には日川高校から留学生を派遣し、それぞれ約2週間の短期留学となっている。

## 教育設備
SSH指定校の文科省の補助金や同窓会の寄付などにより、恵まれた設備が整っている。普通教室には55インチ大型液晶テレビが配置され、日常の授業で使われる他、SSHの活動ではiPadやノートパソコンを使用した学習が行われる。また、2017年度より30席程度の自習室が各年次の階に設置された。
他に、ベネッセが運営する教育支援アプリケーション「Classi」を利用し、Web上で課題や学習時間の報告が行う。また、授業でも使用することがある。

## 部活動
体育局では、ラグビー、野球、バスケット、バレーボール、ウェイトリフティング、ハンドボール、体操が全国レベルである。ラグビー部は花園へ県代表として50回出場、うち8回においてベスト4に進出している。野球部は選抜高等学校野球大会に1回、全国高等学校野球選手権大会に5回出場。ウェイトリフティング部は2014年南関東総体（インターハイ）は地元山梨市民総合体育館で行われ、団体総合優勝した。
文化局では、吹奏楽部が関東地区のコンクールなどの常連である。

### 現在活動を行っている部
（2018年4月1日現在）
体育局
- ラグビー部
- ウェイトリフティング部
- 体操部
- 陸上部
- バスケットボール部（男子/女子）
- サッカー部
- バレーボール部（男子/女子）
- ソフトテニス部（男子/女子）
- 卓球部（男子/女子）
- ハンドボール部[1](男子/女子)
- ソフトボール部（男子/女子）
- 野球部
- バドミントン部（男子/女子）
- 柔道（相撲）部
- 剣道部
- 弓道部
- 空手道部
- 山岳部
- 自転車部 - 2017年度個人活動として存在

文化局
- 吹奏楽部
- 音楽部
- 映画・演劇部
- 応援団
- 美術部
- 書道部
- 写真部
- 放送部
- 新聞部
- 物理・地学部
- 生物・化学部
- 情報技術研究部
- 語学部
- 文学部
- 社会・ユネスコ部
- 華道部
- 茶道部

### 現在活動を行っていない又は廃部になった部
（2018年4月1日現在）
- 水泳部
- アマチュア無線部 - 呼出符号JA1YMRが以前は存在した（2008年現在免許切れ）。
- HI-Y部

## 著名な出身者

### 政治家・経営者など
- 山崎保代 - 陸軍中将、アッツ島で玉砕
- 水上源蔵 - 元陸軍中将
- 赤尾好夫 - 旺文社創業者
- 田辺国男 - 山梨県知事、総務庁長官
- 秋山清 - 元甲府市長
- 高木晴雄 - 山梨市長
- 佐々木勝久 - 福井県鯖江市長
- 佐野公哉 - 片倉工業会長
- 齊藤寛 - シャトレーゼホールディングス会長
- 中村照人 - 元山梨市長
- 早河洋 - テレビ朝日代表取締役会長、元日本民間放送連盟副会長
- 弦間明 - 資生堂相談役、元同社代表取締役社長
- 樋貝詮三 - 賠償庁長官、衆議院議員、法制局第一部長
- 広瀬久忠 - 厚生大臣、東京都長官、法制局長官、内務・厚生次官
- 田辺哲夫 - 元参議院議員、元法務政務次官、弁護士
- 海野一幸 - ヴァンフォーレ山梨スポーツクラブ代表取締役社長、Jリーグ理事会理事、元山梨日日新聞取締役編集局長、元山梨放送取締役
- 太刀川恒夫 - 元東京スポーツ新聞社代表取締役社長・会長

### 研究、教育
- 遠山正瑛 - 鳥取大学名誉教授、2003年ラモン・マグサイサイ賞受賞
- 前嶋信次 - 慶應義塾大学名誉教授
- 加藤和夫 - 山梨大学名誉教授
- 田中健太郎 - 山梨大学名誉教授
- 矢崎美盛 - 元東京大学教授、元同大学文学部長
- 大村勇 - 元東京神学大学理事長、日本基督教団第6代総会議長、1983年キリスト教文化功労賞受賞
- 金子文六 - 元中央大学理事長、元全日本大学野球連盟会長
- 上野裕一 - 前流通経済大学学長

### 文化、芸能、放送など
- 土屋嘉男 - 俳優
- マキタスポーツ - お笑い芸人
- エアコンぶんぶんお姉さん - お笑い芸人
- 菊池淳介 - フリーランスディレクター
- 林久悦 - ミュージシャン
- 林由恭 - ミュージシャン
- 小林真人 - 作曲家、ピアニスト
- 林真理子 - 小説家、学校法人日本大学理事長
- 深沢七郎 - 小説家
- 吉沢やすみ - 漫画家
- 風間深志 - 冒険家
- 中山嘉太郎 - 冒険家。第6回 植村直己冒険賞受賞
- 松川洋右 - 元NHKアナウンサー
- 依田智子 - 元山梨放送アナウンサー
- 田中千尋 - 元山梨放送アナウンサー
- エリック・ジェイコブセン - ミュージシャン、1981年〜1982年留学生
- 神戸勝彦 - イタリア料理シェフ、元『料理の鉄人』イタリアンの鉄人
- 山本卓卓 - 劇作家
- 岡宏明 - 俳優

### スポーツ

#### 野球
- 又木鉄平 - プロ野球選手
- 石川賢 - 元プロ野球選手
- 内藤久 - 元プロ野球選手
- 萩原千秋 - 元プロ野球選手
- 保坂幸永 - 元プロ野球選手

#### ラグビー
- 有賀剛 - 関東学院大学→サントリーサンゴリアス、日本代表、有賀健は父親
- 網野正大 - 関東学院大学→NECグリーンロケッツ、日本代表
- 石川安彦 - 早稲田大学→東芝ブレイブルーパス→三洋電機ワイルドナイツ、釜石シーウェイブス
- 梶原宏之 - 筑波大学→東芝ブレイブルーパス→勝沼クラブ、元日本代表、教員
- 有賀健 - 日本体育大学→リコー、元日本代表、教員、有賀剛は息子
- 藤原優 - 早稲田大学→NECハーレクインズ→丸紅、元日本代表
- 小泉和也 - 早稲田大学→神戸製鋼コベルコスティーラーズ、元日本代表
- 日原大介 - 日本大学→東芝ブレイブルーパス
- 窪田幸一郎 - 日本大学→NECグリーンロケッツ、日本代表
- 武川正敏 - 早稲田大学→リコーブラックラムズ
- 河野好光 - 日本大学→リコーブラックラムズ
- 雨宮俊介 - 明治大学→東芝ブレイブルーパス
- 鶴田諒 - 東海大学→NTTコミュニケーションズシャイニングアークス
- 樋澤泰二 - 東洋大学→釜石シーウェイブス
- 内田啓太 - 筑波大学→クボタスピアーズ
- 茂手木亮 - 山梨学院大学→日野自動車レッドドルフィンズ
- 佐藤穣司 - 早稲田大学→トヨタ自動車ヴェルブリッツ
- 前島利明 - 法政大学→NECグリーンロケッツ
- 鶴田桂樹 - 同志社大学→中部電力ラグビー部、7人制日本代表
- 盛田気 - 大東文化大学→宗像サニックスブルース
- 郡司健吾 - 専修大学→Honda HEAT
- 大内真 - 東芝ブレイブルーパス
- 飯沼蓮 - 明治大学→浦安D-Rocks
- 広瀬龍二 - 日本大学
- 小嶋大士 - 山梨学院大学→浦安D-Rocks

#### サッカー
- 横森巧 - 元サッカー選手。韮崎高校・山梨学院高等学校サッカー部監督
- 清雲栄純 - 在学中はラグビー部と掛け持ち。元ジェフユナイテッド市原・大宮アルディージャ・U-18、U-19日本代表監督

#### その他
- 松野修二 - NTT東日本バドミントン部総監督、バルセロナオリンピック出場
- 土屋好英 - 柔道家
- 早川大史 - プロバスケットボール選手（大分ヒートデビルズ所属）
- 今村俊雄 - 競輪選手、元ウェイトリフティング選手、2004年アテネオリンピック出場
- ジャンボ鶴田 - 元プロレスラー
- 武井美男 - 元明大中野高校教諭・相撲部監督、若乃花・貴乃花・栃東等を指導

## 交通アクセス
- 東日本旅客鉄道中央本線：山梨市駅徒歩30分、市営バス10分
- 東日本旅客鉄道中央本線：春日居町駅徒歩30分

以前は学校がバス会社に委託する形でスクールバスが運行されていたが、廃止となった。